# Alain de Boissieu
Alain Henry Marie Joseph de Boissieu-Déan de Luigné (Chartres, 5 luglio 1914 – Clamart, 5 aprile 2006) è stato un generale francese, compagno della Liberazione e genero del generale de Gaulle.

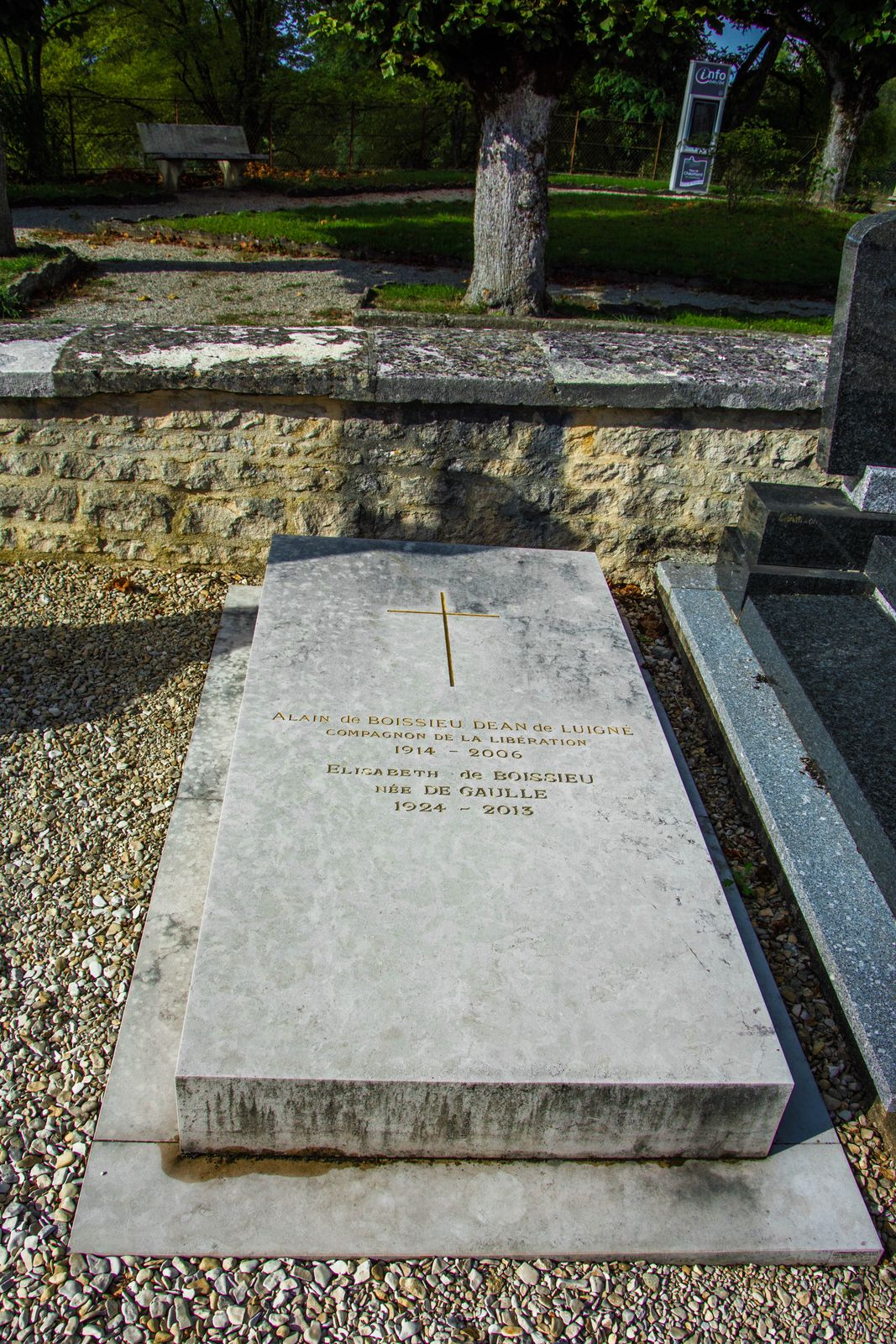
Tomba di Alain de Boissieu e di Élisabeth de Gaulle al cimitero di Colombey-les-Deux-Églises.

Cavaliere di formazione, Alain de Boissieu combatte brillantemente durante la battaglia di Francia, conducendo una delle ultime cariche di cavalleria sciabola in mano dell'Armée française. Fatto prigioniero dai Nazisti, egli riesce ad evadere dalla Polonia, ma è nuovamente fatto prigioniero, questa volte dalle truppe sovietiche ancora alleate della Germania nazista. Riesce infine a raggiungere la France libre, dopo l'operazione Barbarossa, e serve nella 2e division blindée, del generale Leclerc, e partecipa con essa ai combattimenti per la liberazione della Francia, dalla Normandia all'Alsazia, poi fino al feudo nazista di Berchtesgaden.
Fedele del generale de Gaulle, Alain de Boissieu ne sposa la figlia Élisabeth nel 1946 e fa così parte del «primo cerchio» del generale. Durante l'attentato del Petit-Clamart nel 1962, è a bordo della Citroën DS-19 presidenziale, e salva probabilmente la vita del generale de Gaulle ordinandogli di abbassarsi per sfuggire ai tiri delle mitragliatrici. Comandante dell'École spéciale militaire de Saint-Cyr, poi Gran Cancelliere della Legion d'onore, egli si dimette da questo ultimo posto nel 1981 a seguito dell'elezione di Mitterrand alla presidenza della Repubblica francese. In seguito è anche Cancelliere dell'Ordine della Liberazione durante gli ultimi quattro anni della sua vita.

## Biografia

### Famiglia
Alain de Boissieu nasce a Chartres il 5 luglio 1914 da Henri de Boissieu e da Marguerite Froger de Mauny. Egli studia al collegio Sainte-Croix di Le Mans poi al liceo privato Sainte-Geneviève di Versailles. Sceglie la carriera militare e integra nel 1936 l'École spéciale militaire de Saint-Cyr, nell'operazione "Soldat inconnu". Uscito con il grado di sottotenente sceglie l'arma di cavalleria e prosegue la sua formazione militare all'École d'application de la cavalerie de Saumur. Parallelamente, ottiene tre licenze (laurea triennale) all'Università di Parigi.
Il 2 gennaio 1946, Alain de Boissieu sposa Élisabeth de Gaulle (1924-2013), figlia del generale de Gaulle, che aveva incontrato a Londra nel 1941. Insieme hanno una figlia: Anne de Boissieu (1959-vivente), sposata con Etienne de Laroullière, presidente e poi vice-presidente della Fondation Anne-de-Gaulle, dedicata ad Anne de Gaulle, della quale porta il nome.

### Carriera militare

#### Seconda guerra mondiale
Quando esplode la seconda guerra mondiale, Alain de Boissieu è assegnato al 15e groupe de reconnaissance (15e GRDI) della 10e division d'infanterie. Dopo la strana guerra, egli è impegnato nella battaglia di Francia e si illustra ad Époye nella Marna l'11 giugno 1940 arrestando un attacco nemico, distruggendo tre blindati tedeschi con il plotone di cannoni anticarro sotto il suo comando. Accerchiato in un bosco a nord del villaggio, riunisce i suoi 35 cavalieri e si lancia una carica di cavalleria sciabola in mano contro i Tedeschi che controllavano le vie d'uscita dal bosco. Malgrado qualche perdita, Boissieu riesce a far uscire i cannoni e affida il plotone al suo secondo, perché questi riporti l'artiglieria al quartier-generale della divisione. Poi egli ritorna nel bosco per prendere il comando dei fanti che avevano coperto la carica della cavalleria e tenta di raggiungere il Camp de Châlons (Mourmelon-le-Grand), più a sud, dove si trova il resto del (15e GRDI). Ma lungo il percorso, all'altezza del Mont Cornillet (Prosnes), è fatto prigioniero durante un'imboscata tedesca il 12 giugno.
Trasferito verso la Germania nazista, Alain de Boissieu si trova in Belgio quando il 19 giugno, prende indirettamente conoscenza dell'Appello del 18 giugno del generale de Gaulle lanciato la sera prima sulle onde della BBC. Deciso a continuare la guerra, egli tenta senza successo di saltare giù dal treno a Magonza. Imprigionato a Oflag II-D in Pomerania, egli è promosso tenente in settembre, durante la sua prigionia. Il 28 marzo 1941, in compagnia del sottotenente Jacques Branet, riesce ad eludere la sorveglianza delle guardi e scappa verso l'URSS. Tuttavia, questa essendo ancora legata alla Germania nazista dal patto Molotov-Ribbentrop, i due uomini sono nuovamente incarcerati, quando essi chiedono di partire in Inghilterra per raggiungere il generale de Gaulle.
Quando Adolf Hitler lancia l'operazione Barbarossa, che conduce i Sovietici ad allearsi col Regno Unito, i prigionieri sono detenuti a sud di Mosca e la loro lista è trasmessa alla France libre con l'intermediazione delle autorità britanniche. Con 185 compagni, guidati dal capitano Pierre Billotte, Alain de Boissieu arriva ad Arcangelo dove si imbarca verso l'isola di Spitsbergen, e poi verso il Regno Unito. Egli sbarca a Camberley il 12 settembre 1941 e firma immediatamente il suo impegno nelle forces françaises libres.
Promosso capitano e assegnato allo stato maggiore particolare del generale de Gaulle, dove sostituisce un ufficiale ferito, Alain de Boissieu riceve in seguito una formazione da paracadutista e partecipa il 5 aprile 1942 all'operazione Myrmidon, tentativo fallito di sbarco a Bayonne, poi il 19 agosto seguente partecipa all'operazione Jubilee su Dieppe. Inviato in Africa nel dicembre, sotto gli ordini del generale Legentilhomme, egli serve nei ranghi del Bataillon de marche n° 2 e partecipa al raggruppamento alla France libre di Madagascar e poi di Gibuti. Volontario per servire nella Force "L", futura 2e DB, comandata dal generale Leclerc, egli ne è mutato nel marzo 1943 quando questa si trova in Tunisia. Inizialmente assegnato allo stato maggiore della Force "L", de Boissieu prende in seguito, nel febbraio 1944, il comando dello squadrone di protezione del generale Leclerc, con ai suoi ordini Pierre de La Fouchardière.
Egli ritrova il suolo francese il 30 luglio 1944, quando sbarca sulle coste normande durante la battaglia di Normandia. Il 12 agosto, a La Lande-de-Goult nell'Orne, mentre aiuta il capo di un carro armato a far uscire dalla torretta il tiratore ferito, una granata colpisce il mezzo, uccidendo tutti i suoi occupanti, all'eccezione di Alain de Boissieu, che è sbalzato in aria e ferito. Qualche giorno più tardi, egli si distingue nella foresta di Écouves (Orne) neutralizzando una sacca di resistenza tedesca. Continuando l'avanzata nella 2e DB, egli arriva a Parigi e partecipa alla sua liberazione il 25 agosto 1944, ottenendo la resa delle truppe tedesca raggruppate attorno al palazzo del Lussemburgo. Nel dicembre 1944, egli è mutato (a sua domanda) al 501e régiment de chars de combat, e prende il comando della 3ª compagnia al posto del suo compagno di prigionia Jacques Branet. Alla testa di questi carri durante la battaglia d'Alsazia, egli si distingue realizzando degli attacchi efficaci su dei punti dove non può essere appoggiato che dalla fanteria a causa dello spessore della neve e realizzando degli attacchi notturni, in compagnia del capitano Raymond Dronne, contro dei cannoni anticarro che proteggevano Marckolsheim. Nell'aprile 1945, egli è assegnato al gabinetto militare del generale de Gaulle a Parigi, ma ottiene di poter ritornare alla 2e division blindée allora che questa si trova in Germania. Egli la raggiunge all'inizio del mese di maggio ed entra con essa a Berchtesgaden, dove nelle rovine del Berghof egli trova il libro di Charles de Gaulle Vers l'armée de métier tradotto in tedesco e con delle annotazioni a mano del Führer. Poi riporta a Parigi, insieme al maréchal des logis François Lévêque, la Mercedes Benz Z 96-501 di Hitler per offrirla, su ordine del generale Leclerc, al generale de Gaulle. Ritornato a Parigi, de Boissieu è promosso chef d'escadron nel giugno 1945.

#### Dopoguerra
Il 2 gennaio 1946, il comandante Alain de Boissieu sposa la figlia del generale de Gaulle, Élisabeth, che aveva incontrato a Londra nel 1941. Egli segue in seguito dei corsi all'"École d'état-major", poi si porta volontario per servire in Indocina, cosa che però gli fu rifiutata. Egli parte allora in Africa dove, dal 1947 al 1949, è assegnato al "secrétariat de la défense de l'Afrique-Équatoriale française". Di ritorno in Francia, egli ritrova il 501e régiment de chars de combat, del quale comanda i servizi tecnici, prima di ripartire per l'Africa dove dal 1952 al 1953 serve presso l'"état-major de la zone stratégique d'Afrique centrale". Promosso tenente-colonnello e rientrato a Parigi per seguire i corsi dell'"École supérieure de guerre", Alain de Boissieu ne esce diplomato nel 1955 e ritorna in Africa centrale, questa volta allo stato maggiore del comandante in capo della zona. Nel 1956, egli è volontario per prendere il comando di una unità in Algeria francese, cosa che questa volta gli è accordata. Divenuto chef de corps del 4e régiment de chasseurs, egli si dimostra efficace nelle operazioni contro l'Armée de libération nationale ed è promosso colonnello nel settembre 1958. Egli diventa quindi direttore del gabinetto militare di Paul Delouvrier, delegato generale del governo, e del generale Challe, comandante in capo dell'Armée française in Algeria francese.
Di ritorno in Francia nel 1959, egli è assegnato come capo di stato maggiore all'ispezione generale dell'Arme blindée et cavalerie, poi segue dei corsi al Centre des hautes études militaires e all'Institut des hautes études de Défense nationale. Il 22 agosto 1962, mentre accompagna Charles de Gaulle e Yvonne de Gaulle verso la base aérienne 107 Villacoublay a bordo della Citroën DS-19 presidenziale (5249 HU 75), il convoglio è l'obiettivo di un'imboscata dell'OAS per uccidere il presidente de Gaulle. De Gaulle riporta, nelle sue Mémoires d'espoir: L'effort, che suo genero gli ha intimato l'ordine di mettersi al riparo, dicendogli: «A terra, padre!» («À terre, père !»; «père» o «mon père» era l'appellativo che de Boissieu impiegava comunemente quando si rivolgeva al generale.
Nominato generale di brigata, egli comanda successivamente la 2e brigade blindée dal 1962 al 1964, l'École spéciale militaire de Saint-Cyr dal 1964 al 1967 e la 7e division mécanisée dal 1967 al 1969. Nel 1969, è nominato ispettore dell'Armée blindée, egli è nel contempo membro del Conseil supérieur de la guerre. Montando di grado nel corpo degli ufficiali generali, egli diventa général d'armée nel 1971 ed è nominato Capo di stato maggiore dell'Armée de terre. Gran Cancelliere dell'Ordre de la Légion d'honneur (e Cancelliere dell'Ordre national du Mérite (art. 5)) nel 1975, egli si dimette da questo posto nel 1981 a seguito dell'elezione di François Mitterrand alla presidenza della Repubblica francese. De Boissieu rimprovera a quest'ultimo i termini impiegati contro il generale de Gaulle nel suo libro Le Coup d'État permanent non senza ritornare sull'opinione che de Gaulle aveva di Mitterrand; Alain de Boissieu si dimette dalla funzione di Gran Cancelliere per non dover rimettere al nuovo presidente della Repubblica il Grand collier de la Légion d'honneur, ruolo tradizionalmente svolto dal Gran Cancelliere dell'Ordine. Membro del Consiglio dell'Ordre de la Libération dal 1970, il generale de Boissieu ne diviene il Cancelliere nel 2002. Alain de Boissieu è stato anche membro del comitato d'onore e presidente d'onore del movimento politico di ispirazione gollista: Mouvement Initiative et Liberté (MIL).
Alain de Boissieu muore a Clamart il 5 aprile 2006. I suoi funerali furono celebrati l'8 aprile nella corte d'onore dell'Hôtel des Invalides, in presenza del Presidente della Repubblica Jacques Chirac e dei precedenti Primi ministri Pierre Messmer e Édouard Balladur. Egli fu inumato al cimitero di Colombey-les-Deux-Églises in una tomba vicina a quella di Charles e Yvonne de Gaulle.

#### Affettazioni militari
- 1939 - 1940: 15e groupe de reconnaissance della 10e division d'infanterie dell'Armée de terre
- 1940 - 1941: prigioniero di guerra
- 1941 - 1943: Bataillon de marche n° 2 delle Forces françaises libres
- 1943 - 1944: 2e division blindée delle Forces françaises libres
- 1944 - 1945: 501e régiment de chars de combat delle Forces françaises libres
- 1945: 2e division blindée delle Forces françaises libres
- 1947 - 1949: Segretariato della difesa dell'Africa Equatoriale Francese
- 1949 - 1952: 501e régiment de chars de combat
- 1952 - 1953: Stato maggiore della zona strategica d'Africa centrale
- 1953 - 1955: École supérieure de guerre
- 1955 - 1956: Stato maggiore del comandante in capo dell'Africa centrale
- 1956 - 1958: Chef de corps del 4e régiment de chasseurs (in Algeria francese)
- 1958 - 1959: Direttore del gabinetto militare in Algeria francese
- 1959: Capo di stato maggiore all'ispezione generale dell'"Arme blindée et cavalerie"
- 1962 - 1964: Comandante della 2e brigade blindée
- 1964 - 1967: Comandante della École spéciale militaire de Saint-Cyr
- 1967 - 1969: Comandante della 7e division mécanisée
- 1969 - 1971: Ispettore dell'arme blindée
- 1971 - 1975: Capo di stato maggiore dell'Armée de terre
- 1975 - 1981: Gran Cancelliere dell'Ordre de la Légion d'honneur e Cancelliere dell'Ordre national du Mérite
- 2002 - 2006: Cancelliere dell'Ordre de la Libération

#### Avanzamenti di grado
- : Élève-officier (Allievo ufficiale)
- : Aspirant (Aspirante)
- : Sous-lieutenant (Sottotenente)
- settembre 1940: Lieutenant (Tenente)
- 1942: Capitaine (Capitano)
- giugno 1945: Commandant/Chef d'escadron (Maggiore)
- 1955: Lieutenant-colonel (Tenente colonnello)
- settembre 1958: Colonel (Colonnello)
- 1962: Général de brigade (Generale di brigata)
- : Général de division (Generale di divisione)
- : Général de corps d'armée (Generale di corpo d'armata)
- maggio 1971: Général d'armée (Generale d'armata)

### Memorie
Alain de Boissieu ha scritto due libri, nei quali ripercorre il suo impegno a fianco del generale de Gaulle; il primo, edito nel 1981, dal titolo Pour combattre avec de Gaulle: 1940-1945, come indicato dalle date, ripercorre il periodo della seconda guerra mondiale, dall'Appello del 18 giugno alla fine della guerra; il secondo, edito nel 1982, dal titolo Pour servir le Général: 1946-1970, come indicato dalle date, ripercorre il periodo dal secondo dopoguerra alla morte del generale de Gaulle.
Inoltre, tra il 1984 e il 1998, de Boissieu ha depositato presso il Service Historique de la Défense – 1K 364 Fonds Boissieu Déan de Luigne – diversi documenti, tra cui le copie manoscritte dei suoi due libri, corrispondenze, resoconti, articoli, ecc., che riguardano il periodo tra il 1939 e il 1998.

## Riconoscimenti

### Omaggi
- rue du Général Alain de Boissieu a Parigi, accanto all'Hexagone Balard[14]
- rue General Alain de Boissieu, a Chartres[15] e Lucé[16], strada di confine tra i due comuni

### Onorificenze
Onorificenze francesi
Onorificenze straniere

## Opere
- Alain de Boissieu, Pour combattre avec de Gaulle: 1940-1945, Parigi, Plon, 1981, ISBN 2-259-00856-9, bnf:34688779 .
- Alain de Boissieu, Pour servir le Général: 1946-1970, Parigi, Plon, 1982, ISBN 2-259-00966-2, bnf:34692371 .